# Damian Kallabis
Damian Kallabis (* 10. června 1973, Gliwice) je bývalý německý atlet, jehož specializací byl běh na 3000 metrů překážek, tzv. steeplechase, mistr Evropy z roku 1998.

## Sportovní kariéra
Svých nejlepších výkonů dosáhl v posledních letech 20. století. V roce 1998 zvítězil v běhu na 3000 metrů překážek na mistrovství Evropy v Budapešti. V následující sezóně se v této disciplíně na světovém šampionátu v Seville umístil čtvrtý. Z roku 1999 pochází také jeho nejlepší výkon na 3000 metrů překážek 8:09,48.